# Лоха (Іспанія)
Лоха (ісп. Loja) — місто і муніципалітет в Іспанії, у складі автономної спільноти Андалусія, у провінції Гранада. Населення — 21 688 осіб (2010).
Місто розташоване на відстані близько 360 км на південь від Мадрида, 48 км на захід від Гранади.

## Склад
На території муніципалітету розташовані такі населені пункти: (дані про населення за 2010 рік)
- Лос-Ареналес: 45 осіб
- Ла-Пальма: 266 осіб
- Дееса-де-лос-Монтес: 66 осіб
- Фуенте-Камачо: 505 осіб
- Лоха: 15795 осіб
- Міланос: 89 осіб
- Плінес: 189 осіб
- Ріофріо: 300 осіб
- Ахікампе: 41 особа
- Венторрос-де-Балерма: 233 особи
- Венторрос-де-ла-Лагуна: 328 осіб
- Венторрос-де-Сан-Хосе: 932 особи
- Лос-Аласорес: 26 осіб
- Куеста-Бланка: 68 осіб
- Ла-Есперанса: 320 осіб
- Ла-Фабріка: 310 осіб
- Ель-Фронтіль: 219 осіб
- Мансаніль: 945 осіб
- Вента-дель-Райо: 390 осіб
- Вента-Санта-Барбара: 135 осіб
- Лас-Росуелас: 91 особа
- Ель-Бухео: 395 осіб

## Демографія
Динаміка населення (INE ):

## Галерея зображень

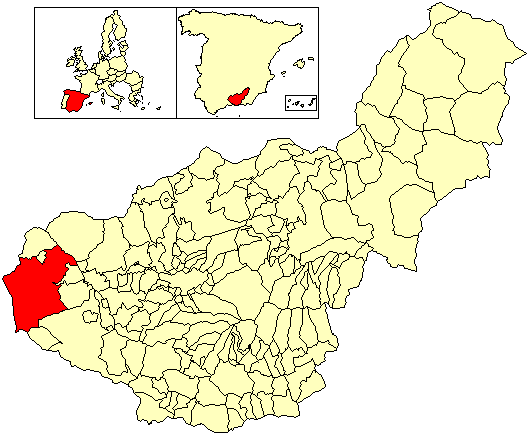
Розташування муніципалітету у провінції Гранада
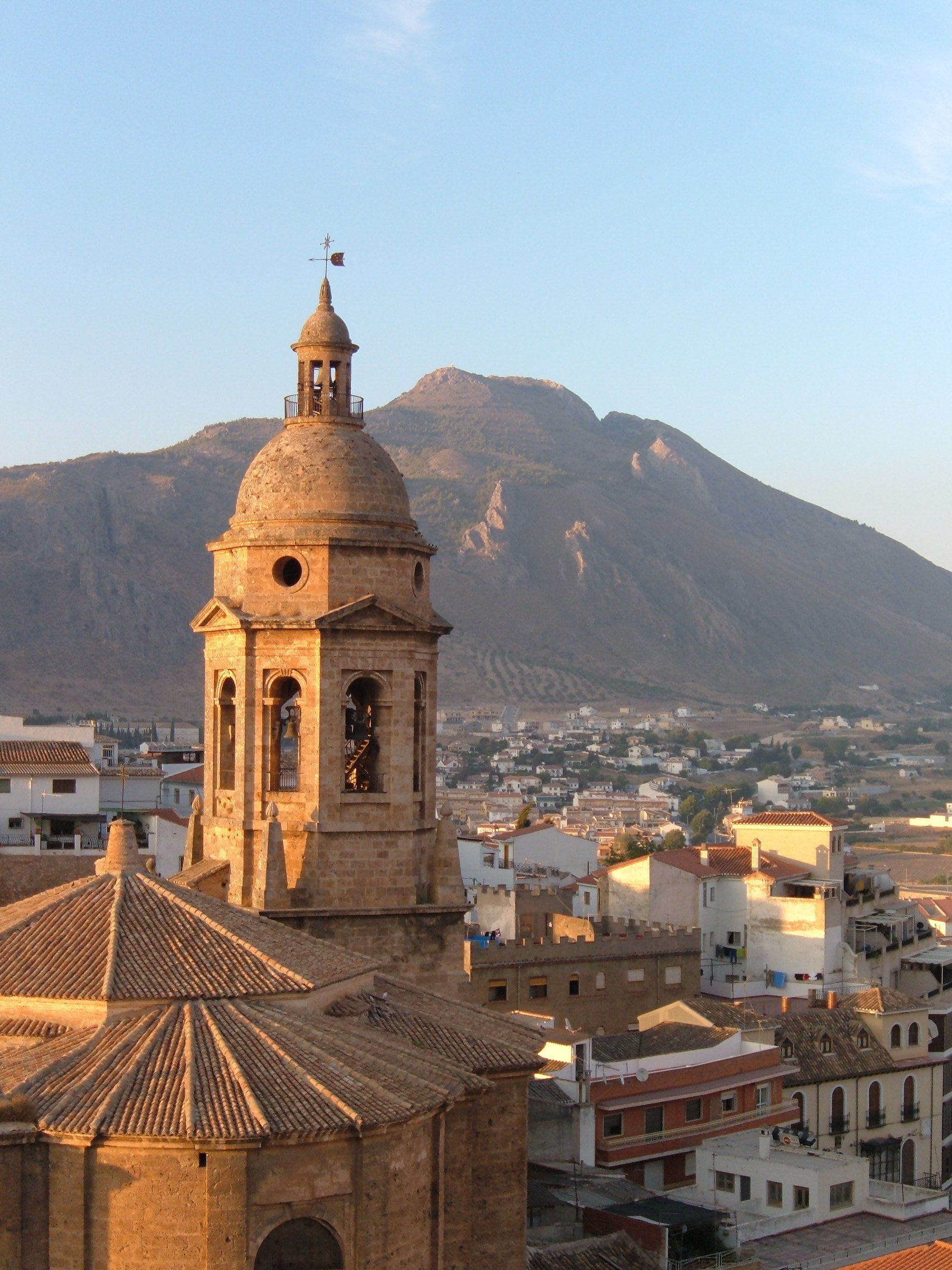
Дзвіниця церкви Санта-Марія-де-ла-Енкарнасьйон